# بنكسية لاركسية
بنكسية لاركسية (الاسم العلمي:Banksia laricina) هي نوع نباتي يتبع جنس البنكسية من فصيلة البروطية.